# Energiewirtschaftsgesetz
Das deutsche Gesetz über die Elektrizitäts- und Gasversorgung (Energiewirtschaftsgesetz – EnWG) trat in der Zeit des Nationalsozialismus erstmals 1935 in Kraft und wurde zuletzt 2005 durch eine Neufassung ersetzt. Es enthält grundlegende Regelungen zum Recht der leitungsgebundenen Energie. In Österreich wurde es nach dem „Anschluss“ 1939 in Kraft gesetzt, seit 1945 in eigener Editionslinie beibehalten und zwischen den Jahren 1968 und 2000 schrittweise durch andere Vorschriften ersetzt.

## Deutschland

### Ziele
Die Ziele des EnWG sind gem. § 1 EnWG
- die „möglichst sichere, preisgünstige, verbraucherfreundliche, effiziente, umweltverträgliche und treibhausgasneutrale“ leitungsgebundene Versorgung der Allgemeinheit mit Strom, Gas und Wasserstoff, die zunehmend auf erneuerbaren Energien beruht,
- die „Sicherstellung eines wirksamen und unverfälschten Wettbewerbs bei der Versorgung mit Elektrizität und Gas und der Sicherung eines langfristig angelegten leistungsfähigen und zuverlässigen Betriebs von Energieversorgungsnetzen“ und
- die Umsetzung und Durchsetzung des Energierechts der Europäischen Gemeinschaft.

### Mittel
Um diese Ziele zu erreichen, bedient sich das EnWG verschiedener Mittel, wie der Genehmigungs- und Anzeigepflicht, der eigentumsrechtlichen Entflechtung, der Begrenzung der freien Preisbildung und den Eingriffsrechten der Bundesnetzagentur.

#### Genehmigungs- und Anzeigepflicht
§ 4 EnWG verlangt, dass für den Betrieb eines Energieversorgungsnetzes eine Genehmigung bei der jeweiligen Landesbehörde eingeholt wird. Für die Belieferung mit Energie ist nur eine Anzeigepflicht gegeben (§ 5 EnWG).

#### Regulierung des Netzbetriebs
Der Netzbetrieb ist als natürliches Monopol Gegenstand zahlreicher staatlicher Eingriffe: Den sonst durch den Markt geregelten Bereichen wie der Preisbildung und der unternehmerischen Aufgabengestaltung werden durch das EnWG Grenzen gesetzt; das EnWG greift auch in die Struktur der Netzunternehmen ein.
Zur Durchsetzung dieser Regelungen sind die Netzbetreiber der Aufsicht einer Regulierungsbehörde unterworfen (Bundesnetzagentur oder der jeweiligen Landesregulierungsbehörde; zur Zuständigkeitsabgrenzung s. § 54 Abs. 2 a. E. EnWG). Die wichtigsten Aufgaben der Regulierungsbehörden sind die Missbrauchsaufsicht (§§ 30 f. EnWG), die Überwachung der Vorschriften zur Entflechtung der Netzbereiche (Unbundling) und zur Systemverantwortung der Versorgungsnetzbetreiber sowie – seit dem 1. Januar 2009 – die Festlegungen im Rahmen der Anreizregulierung.

#### Versorgung von Letztverbrauchern durch Kontrahierungszwänge
Der Versorgung der Allgemeinheit dienen insbesondere der Netzanschlussanspruch (§ 18 Abs. 1 S. 1 EnWG) und Netzzugangsanspruch (§ 20 Abs. 1 S. 1 EnWG) des Letztverbrauchers sowie der Kontrahierungszwang des Grundversorgers (§ 36 Abs. 1 S. 1 EnWG).

#### Durchführungsverordnungen
Das EnWG stellt den gesetzlichen Rahmen für den Markt der leitungsgebundenen Energieversorgung dar. Daneben gibt es zahlreiche Verordnungen, die seinen Inhalt konkretisieren. Zu nennen sind:
- die Stromnetzzugangsverordnung (StromNZV)
- die Stromnetzentgeltverordnung (StromNEV)
- die Gasnetzzugangsverordnung (GasNZV)
- die Gasnetzentgeltverordnung (GasNEV)
- die Anreizregulierungsverordnung (ARegV)
- die Konzessionsabgabenverordnung (KAV)
- die Kraftwerks-Netzanschlussverordnung (KraftNAV)
- die Verordnung zu abschaltbaren Lasten (AbLaV)
- die Reservekraftwerksverordnung (ResKVAbLaV)
- die Systemstabilitätsverordnung (SysStabV)
- die Verordnung zum Schutz von Übertragungsnetzen (ÜNSchutzV)
- die Gashochdruckleitungsverordnung (GasHDrLtgV)
- die Ladesäulenverordnung (LSV)

hinsichtlich der Niederspannungs- und Niederdruckanschlüsse:
- die Niederspannungsanschlussverordnung (NAV)
- die Niederdruckanschlussverordnung (NDAV)

hinsichtlich der Strom- und Gasgrundversorgung:
- die Stromgrundversorgungsverordnung (StromGVV)
- die Gasgrundversorgungsverordnung (GasGVV)

und
- die Messzugangsverordnung (MessZV) (2016 durch das Gesetz zur Digitalisierung der Energiewende aufgehoben und durch das Messstellenbetriebsgesetz ersetzt)

### Geschichte

#### Das Energiewirtschaftsgesetz von 1935

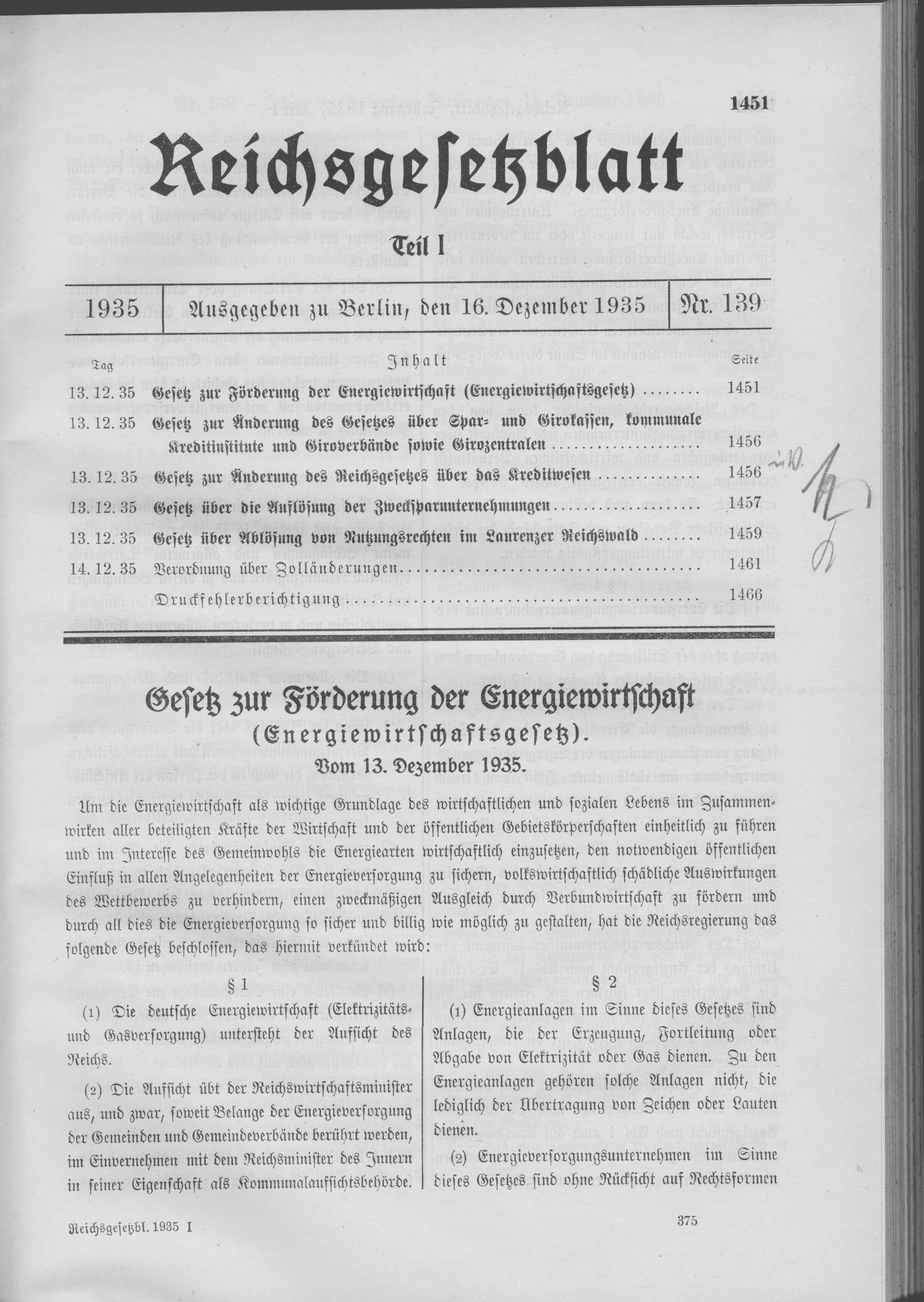
Gesetz zur Förderung der Energiewirtschaft (Energiewirtschaftsgesetz) vom 13. Dezember 1935

Das Energiewirtschaftsgesetz von 1935 kodifizierte die damals herrschende wirtschaftliche Praxis, nach der die Energieversorgungsunternehmen (meist Stadtwerke) sich durch ausschließliche Konzessionsverträge mit den Kommunen und gegenseitige Demarkationsverträge Gebietsmonopole sicherten.
Der Ausschluss des Wettbewerbs durch diese Regelungen diente dem in der Präambel des Energiewirtschaftsgesetzes von 1935 formulierten Ziel, „die Energieversorgung so sicher und billig wie möglich zu gestalten“, was auf Gemeindeebene auch schon Ziel des Munizipalsozialismus war. Dieses Ziel sollte durch den Erhalt einer dezentralisierten Energieversorgung erreicht werden. Die Energieversorgung – einheitlich als Netzbetrieb und Energielieferung verstanden – wurde als natürliches Monopol angesehen; auf Grundlage dieser Annahme ist es durchaus folgerichtig, wenn die Präambel davon spricht, durch das Gesetz sollten „volkswirtschaftlich schädigende Auswirkungen des Wettbewerbs“ verhindert werden.
Die Entscheidung für eine Stärkung der dezentralen Energieversorgung diente aber zugleich militärischen Zwecken: Die herrschende NSDAP wollte eine Energieversorgung durch zentrale Großkraftwerke vermeiden, da diese Ziele für Luftangriffe hätten darstellen können (vgl. § 13 Abs. 1 EnWG 1935). In diesem Ziel sowie in der starken Betonung des Gemeinwohls und dessen Sicherung durch das Führerprinzip wird der nationalsozialistische Einschlag deutlich. Dennoch war das Gesetz in seiner konkreten Ausgestaltung eher technischer Natur. Mit geringen Änderungen blieb es, obwohl umstritten (siehe Generalinspektor für Wasser und Energie), für mehr als 50 Jahre nach Ende der nationalsozialistischen Herrschaft in Kraft.
Auch das 1957 erlassene Gesetz gegen Wettbewerbsbeschränkungen enthielt eine Ausnahme, die Demarkationsverträge zwischen Energieversorgungsunternehmen weiterhin gestattete.

#### Das Gesetz zur Neuregelung des Energiewirtschaftsrechts aus dem Jahr 1998
Das Gesetz zur Neuregelung des Energiewirtschaftsrechts (BGBl. 1998 I S. 730) wurde am 28. November 1997 vom Bundestag beschlossen und trat am 29. April 1998 in Kraft. In Artikel 1 enthielt es das neugefasste Gesetz über die Elektrizitäts- und Gasversorgung (Energiewirtschaftsgesetz), in Art. 2 wurde die Ausnahme des § 103 GWB für Demarkationsverträge der Energieversorgungsunternehmen aufgehoben.
Das Gesetz diente der Umsetzung der EG-Richtlinie zum Energiebinnenmarkt. Die Richtlinie sah vor, zur Verwirklichung des Elektrizitätsbinnenmarkts die innerstaatliche Organisation der Energieversorgung auf Wettbewerb aufzubauen. Dazu sollten vertikal integrierte Unternehmen verpflichtet werden, für die verschiedenen Unternehmensbereiche (Erzeugung, Übertragung, Verteilung) getrennte Konten zu führen (sog. buchhalterische Entflechtung). Diese getrennte Buchführung ermöglicht eine Trennung des natürlichen Monopols des Netzbetriebs von  der (durch Wettbewerb organisierbaren) Stromversorgung.
Die Elektrizitätsbinnenmarktrichtlinie sah zur Verwirklichung des Liberalisierten Energiemarktes zwei alternative Modelle vor: Das Modell des verhandelten Netzzugangs und das Modell des regulierten Netzzugangs. Beim Regulationsmodell setzt eine Regulierungsbehörde die Preise und Bedingungen für die Netznutzung fest; beim verhandelten Netzzugang wird nur kontrolliert, ob der Netzbereich des vertikal integrierten Unternehmens das Netz Dritten zu den gleichen Bedingungen überlässt wie dem assoziierten Versorgungsbereich – Voraussetzung dafür ist die erwähnte buchhalterische Entflechtung der verschiedenen Geschäftsbereiche.
Die wichtigste Neuerung des EnWG 1998 ist die Liberalisierung des Elektrizitätsmarktes (die Vorschriften für den Gasmarkt blieben im Wesentlichen unverändert). Das Verbot der Demarkationsverträge im geänderten GWB wird im Energiewirtschaftsgesetz ergänzt durch einen diskriminierungsfreien Netzzugang dritter Stromanbieter: Das Gebietsmonopol der vertikal integrierten Versorgungsunternehmen umfasst nunmehr nur noch den Netzbetrieb; das vertikal integrierte Unternehmen muss aber Dritten gewähren, Strom durch sein Netz zu leiten; damit können dritte Unternehmen Strom bei einem Stromerzeuger kaufen und über die Netze der Gebietsmonopolisten zu einem Abnehmer liefern.
Im Gegensatz zu allen anderen Mitgliedstaaten der Europäischen Union wählte Deutschland das „Modell des verhandelten Netzzugangs“ (§ 6 EnWG 1998). In der Praxis wurden von den energiewirtschaftlichen Akteuren sogenannte Verbändevereinbarungen geschlossen, in denen Bedingungen und Preise des Netzzugangs festgelegt wurden. Von der Ermächtigung des § 6 Abs. 2 EnWG, die Bedingungen mittels Verordnung festzulegen, wurde kein Gebrauch gemacht; das Bundesministerium für Wirtschaft hat lediglich in Zusammenarbeit mit den Verbänden rechtlich  nicht verbindliche Best-Practice-Empfehlungen herausgegeben.
Die Neuregelung im Jahr 1998 hat die Zielbestimmungen des EnWG um die Umweltverträglichkeit der Energieversorgung ergänzt.
- § 7: Netzzugangsalternative Alleinkäufer-Modell
- Weitergeltung der BTOElt vom 18. Dezember 1989 AVBEltV
- Rechnungsoffenlegung
- keine Regulierungsbehörde

Als Defizit dieser Novellierung wird aufgeführt: Formelle Gleichbehandlung Dritter beim Netzzugang kann bei überhöhten Preisen dennoch die vertikal integrierten Energieversorgungsunternehmen bevorzugen (überhöhte Rechnungen, die der Versorgungsbereich des Unternehmens zahlt, kommen dem Netzbetrieb des Unternehmens zugute). Also entweder Regulierung oder eigentumsrechtliche Entflechtung.

#### Änderungen durch die erste Novelle im Jahr 2003
- Gleichsetzung Gas/Strom
- Teilverrechtlichung der Verbändevereinbarungen

#### Änderungen durch die zweite Novelle im Jahr 2005
Mit der zweiten Novelle des Energiewirtschaftsgesetzes von 2005 setzte die Bundesregierung das EU-Gemeinschaftsrecht für die leitungsgebundene Energieversorgung in nationales Recht um. Grundlagen dafür waren die
Beschleunigungsrichtlinien Strom und Gas. Das Zweite Gesetz zur Neuregelung des Energiewirtschaftsrechts ist am 13. Juli 2005 in Kraft getreten.
Inhaltliche Änderungen betreffen die folgenden Eckpunkte:
- Das System des regulierten Netzzugangs tritt an die Stelle des bisher geltenden Prinzips des verhandelten Netzzugangs. Der Netzbetreiber darf dem Kunden nur genehmigte Netzentgelte in Rechnung stellen. Basis für die Netzentgelte sind die NetzentgeltVO Strom/Gas.
- Die Regulierungsbehörden überwachen die Netzbetreiber. Alle Kunden haben die Möglichkeit, sich in Fragen, die das Netz betreffen, an die Regulierungsbehörden zu wenden, um Streitfälle des Netzzugangs oder der Netznutzung schnell (Zwei-Monats-Frist) zu klären.
- Größere Energieversorger (mit mehr als 100.000 angeschlossenen Kunden) müssen ihren Netzbereich von allen anderen wirtschaftlichen Aktivitäten innerhalb des Unternehmens trennen (Unbundling nach § 7 EnWG). Das Gleiche gilt für Energieversorger, die im Sinne der EG-Fusionskontrollverordnung verbunden sind.
- Völlig neu ist der Zugang zu Gasversorgungsnetzen geregelt. Jetzt ist nur noch ein Einspeisevertrag bzw. ein Ausspeisevertrag mit den beiden Netzbetreibern notwendig. Damit wird der Zugang zum gesamten deutschen Gasnetz ermöglicht.
- Die Zähler-Ablesung kann auf Grund einer Verordnung der Bundesregierung liberalisiert werden, hier kann dann der Anschlussnutzer entscheiden. Der Messstellenbetrieb wird liberalisiert, d. h. der Anschlussnehmer kann sich den Betreiber seines Strom- oder Gaszählers frei aussuchen. Vgl. dazu unten: Änderungen durch die Novelle von 2008. Eine Kennzeichnungspflicht für Stromrechnungen wird eingeführt.
- Der eingeschlagene Weg der Öffnung der Energiemärkte sollte sich auch in einem wettbewerblicheren Marktgeschehen niederschlagen. Die Monopolkommission bekam den Auftrag, die Wettbewerbsentwicklung der Energieversorgungsmärkte fortwährend zu beurteilen und darüber alle zwei Jahre ein Gutachten anzufertigen (§ 62 EnWG).

#### Änderungen durch die Novelle von 2008
Die Novellierung durch das Gesetz zur Öffnung des Messwesens bei Strom und Gas für Wettbewerb ist am 9. September 2008 in Kraft getreten.
Wesentliche Änderungen bzw. Neuerungen sind die weitere Liberalisierung des Messwesens. Nicht mehr der Anschlussnehmer (Eigentümer), sondern der Anschlussnutzer (Mieter) darf den Messstellenbetreiber wählen. Neben dem Messstellenbetrieb („Zählereinbau und -wartung“) wird auch die Messung („Zählerablesung“) liberalisiert.
§ 21b Abs. 3a schreibt vor, dass ab 1. Januar 2010 beim Einbau von Messeinrichtungen in Gebäuden, die neu an das Energieversorgungsnetz angeschlossen werden oder bei einer größeren Renovierung nur Zähler verwendet werden, die „den tatsächlichen Energieverbrauch und die tatsächliche Nutzungszeit widerspiegeln“ (sogenannte Intelligente Zähler), soweit dies „technisch machbar und wirtschaftlich zumutbar“ ist.
Der Letztverbraucher hat nach § 40 Abs. 2 das Recht auf eine monatliche, vierteljährliche, halbjährliche oder jährliche Abrechnung durch den Lieferanten. Lieferanten haben spätestens ab dem 30. Dezember 2010 „lastvariable oder tageszeitabhängige Tarife“  anzubieten (§ 40 Abs. 5).

#### Änderungen durch die Novelle von 2011
Im Jahr 2009 wurde der EU-Rechtsrahmen mit der Änderung von zwei Richtlinien und zwei Verordnungen zum Elektrizitäts- bzw. Erdgasbinnenmarkt sowie einer neuen Verordnung zur Gründung einer Agentur für die Zusammenarbeit der Regulierungsbehörden umfangreich geändert (so genanntes Drittes Binnenmarktpaket Energie). Infolgedessen sind auch im EnWG erhebliche Anpassungen vorgenommen worden. Änderungen umfassen insbesondere die weitergehende Entflechtung von Übertragungs-, Fernleitungs- und Verteilnetzbetreibern (insbesondere die Entflechtung von Transportnetzbetreibern und Speicheranlagenbetreibern sowie ein getrennter Markenauftritt von Verteilnetzbetreibern), eine Neuregelung zu den sog. Objektnetzen (nunmehr sog. geschlossene Verteilnetze), die Regulierung von Gasspeicheranlagen, die Neuregelung der Vorschriften zu Messeinrichtungen und Messsystemen, die Einführung von weiteren Verbraucherschutzrechten, die zeitbefristete Kaltreserve eines Kernkraftwerks und die Unabhängigkeit der Regulierungsbehörden.

#### Änderungen durch die Novelle von 2021
Am 27. Juli 2021 trat eine weitere Novelle in Kraft. Diese enthielt unter anderem Änderungen Vertragslaufzeiten und Kündigungsfristen für Verbraucherverträge, Pflichtangaben in Rechnungen, dem Abrechnungsturnus, der Fälligkeit von Rechnungen, Stromkennzeichnungspflichten. 

#### Änderungen durch die Novelle von 2022
Mit dem Gasspeichergesetz, das das Energiewirtschaftsgesetz mit Wirkung zum 30. April 2022 änderte, wurden Füllstände der Gasspeicher festgelegt. Die Änderung entstand vor dem Hintergrund historisch niedriger Gasspeicherstände Winter 2021/22 sowie des russischen Angriffskriegs gegen die Ukraine. Basierend auf dem Gasspeichergesetz wurde zudem die „Verordnung zur Zurverfügungstellung unterbrechbarer Speicherkapazitäten zur Sicherstellung der Versorgungssicherheit (Gasspeicherbefüllungsverordnung)“ erlassen, die am 2. Juni 2022 in Kraft trat und es ermöglichen soll, Speicheranlagen mit besonders niedrigen Ständen rechtzeitig aufzufüllen.

## Österreich
Nach dem Anschluss Österreichs wurde das Energiewirtschaftsgesetz von 1935 zusammen mit der dritten Durchführungsverordnung von 1938 mit der Einführungsverordnung über das Deutsche Energiewirtschaftsrecht im Lande Österreich vom 26. Jänner 1939 ab 15. Februar 1939 in Kraft gesetzt. Gleichzeitig wurden das Bundesgesetz über das Elektrizitätswesen von 1927 (Elektrizitätsgesetz) bis auf einzelne Paragrafen, die Elektrizitätslandesgesetze bis auf einzelne Paragrafen, die provisorische Energieausfuhrverordnung und der Elektrizitätsbeirat außer Kraft gesetzt, die Starkstromverordnung blieb in Kraft. Mit der zweiten Einführungsverordnung über das Deutsche Energiewirtschaftsrecht in der Ostmark vom 17. Januar 1940 wurden die zweite Durchführungsverordnung von 1937 und die vierte Durchführungsverordnung von 1938 auch in Österreich ab 1. Februar 1940 in Kraft gesetzt. Gleichzeitig wurden die restlichen noch gültigen österreichischen Bestimmungen außer Kraft gesetzt.
Mit dem Rechts-Überleitungsgesetz vom 1. Mai 1945 blieb das Gesetz in Kraft, da es kein „typisches Gedankengut des Nationalsozialismus“ enthielt.
Mit dem Verfassungs-Überleitungsgesetz, welches das Bundes-Verfassungsgesetz (B-VG) wieder in Kraft setzte, der vorläufigen Verfassung und einer Novelle dazu vom 12. Oktober war mit Wirksamkeit vom 21. Oktober 1945 der Kompetenzkatalog wieder in Kraft, welcher die Kompetenzen des Bundes und der Länder regelt. Durch Art. 12 B-VG erhielten die Länder im Bereich des Elektrizitätswesens wieder das Recht zur Ausführungsgesetzgebung. Gemäß dem gleichfalls wieder in Kraft gesetzten Übergangsgesetz 1920 behielten die Bundesgesetze aber noch drei Jahre Gültigkeit und ab 20. Oktober 1948 konnten durch eigene Landesgesetze ohne Bindung an eine bundesgesetzliche Vorschrift die Angelegenheiten des Elektrizitätswesens geregelt werden.
Im Jahre 1968 wurde ein Bundesgesetz über elektrische Leitungsanlagen, die sich auf zwei oder mehrere Bundesländer erstrecken (Starkstromwegegesetz 1968) beschlossen, welches gleichzeitig die Bestimmungen des Energiewirtschaftsgesetzes und der dazugehörigen Verordnungen außer Kraft setzte, soweit sie die behandelten Starkstromleitungen betrafen. Gleichzeitig wurde ein Rahmengesetz für Leitungen innerhalb eines Bundeslandes beschlossen.
Mit Erkenntnis vom 19. Juni 1998, G 454/97-9 hob der Verfassungsgerichtshof § 4 des Energiewirtschaftsgesetzes auf, was am 31. Dezember 1999 in Kraft trat. Im Ersten Bundesrechtsbereinigungsgesetz wurden die Rechtsvorschriften weiterhin für gültig erklärt, aber eine außer Kraft Setzung mit spätestens 31. Dezember 2009 vorgesehen. Mit dem Energieliberalisierungsgesetz wurde das Energiewirtschaftsgesetz abgelöst und schon mit 9. August 2000 außer Kraft gesetzt. Einzelne Reste wurden durch das Deregulierungsgesetz mit 31. Dezember 2006 außer Kraft gesetzt.
Seit dem 10. August 2000 gelten für den Strombereich das Elektrizitätswirtschafts- und -organisationsgesetz (ElWOG) und für den Gasbereich das Gaswirtschaftsgesetz (GWG).
| Zusammenhängende Verordnungen                                                                         | Zusammenhängende Verordnungen                                                                                              |
| Verordnung über die Vereinfachung des Verfahrens nach § 4 des Energiewirtschaftsgesetzes              | Verordnung über die Vereinfachung des Verfahrens nach § 4 des Energiewirtschaftsgesetzes                                   |
| --- | --- |
| Fundstelle                                                                                            | dRGBl. I S. 1950/1939, GBlÖ Nr. 1381/1939                                                                                  |
| Datum der Verordnung:                                                                                 | 27. September 1939 |
| Inkrafttreten am:                                                                                     | 29. September 1939 |
| Außerkrafttretensdatum:                                                                               | 31. Dezember 2006 (Art. 1 Z 4 BGBl. I Nr. 113/2006)                                                                        |
| Gesetzestext                                                                                          | Verfahrensvereinfachung i. d. F. vom 31. Dezember 2006                                                                     |
| Zweite Verordnung zur Durchführung des Gesetzes zur Förderung der Energiewirtschaft                   | |
| Fundstelle:                                                                                           | dRGBl. I S. 918/1937, GBlÖ Nr. 18/1939                                                                                     |
| Datum der Verordnung:                                                                                 | 31. August 1937 |
| Inkrafttreten am:                                                                                     | 1. Februar 1940 |
| Letzte Änderung:                                                                                      | 17. Juli 1942 dRGBl. I S. 468/1942                                                                                         |
| Außerkrafttretensdatum:                                                                               | 9. August 2000 (Art. 1 § 78 Z 2 BGBl. I Nr. 121/2000)                                                                      |
| Dritte Verordnung zur Durchführung des Gesetzes zur Förderung der Energiewirtschaft                   | |
| Fundstelle:                                                                                           | dRGBl. I S. 1612/1938, GBlÖ Nr. 156/1939                                                                                   |
| Datum der Verordnung:                                                                                 | 8. November 1938 |
| Inkrafttreten am:                                                                                     | 15. Februar 1939 |
| Außerkrafttretensdatum:                                                                               | 9. August 2000 (Art. 1 § 78 Z 1, 4 BGBl. I Nr. 121/2000)                                                                   |
| Gesetzestext                                                                                          | Dritte Verordnung i. d. F. vom 9. August 2000 (der Österreichhinweis stammt aus der Zeit vor der Einführung in Österreich) |
| Ausführungsbestimmungen zu § 2 der Dritten Verordnung zur Durchführung des Energiewirtschaftsgesetzes | |
| Fundstelle:                                                                                           | DRAnz. Nr. 276/1938 |
| Datum der Verordnung:                                                                                 | 24. November 1938 |
| Inkrafttreten am:                                                                                     | |
| Außerkrafttretensdatum:                                                                               | 31. Dezember 2006 (Art. 1 Z 3 BGBl. I Nr. 113/2006)                                                                        |
| Gesetzestext:                                                                                         | Ausführungsbestimmungen i. d. F. vom 9. August 2000                                                                        |

| Zusammenhängende Verordnungen                                                                         | Zusammenhängende Verordnungen                                                                                         |
| Vierte Verordnung zur Durchführung des Gesetzes zur Förderung der Energiewirtschaft                   | Vierte Verordnung zur Durchführung des Gesetzes zur Förderung der Energiewirtschaft                                   |
| --- | --- |
| Fundstelle:                                                                                           | dRGBl. I S. 1732/1938, GBlÖ Nr. 18/1939                                                                               |
| Datum der Verordnung:                                                                                 | 7. Dezember 1938 |
| Inkrafttreten am:                                                                                     | 1. Februar 1940 |
| Außerkrafttretensdatum:                                                                               | 9. August 2000 (Art. 1 § 78 Z 2, 5 BGBl. I Nr. 121/2000)                                                              |
| Gesetzestext                                                                                          | 4. Verordnung i. d. F. vom 9. August 2000 (Österreichhinweis stammt aus der Zeit vor dem Inkrafttreten in Österreich) |
| Fünfte Verordnung zur Durchführung des Gesetzes zur Förderung der Energiewirtschaft                   | |
| Fundstelle:                                                                                           | dRGBl. I Nr. 184 S 1391/1940                                                                                          |
| Datum der Verordnung:                                                                                 | 21. Oktober 1940 |
| Inkrafttreten am:                                                                                     | |
| Außerkrafttretensdatum:                                                                               | 9. August 2000 (Art. 1 § 78 Z 6 BGBl. I Nr. 121/2000)                                                                 |
| Gesetzestext:                                                                                         | 5. Durchführungsverordnung i. d. F. vom 9. August 2000                                                                |
| Anordnung über die Mitteilungspflicht der Energieversorgungsunternehmen in dem Reichsgau der Ostmark  | |
| Fundstelle:                                                                                           | DRAnz. Nr. 143/1940                                                                                                   |
| Datum der Verordnung:                                                                                 | 17. Juni 1940 |
| Inkrafttreten am:                                                                                     | |
| Außerkrafttretensdatum:                                                                               | 9. August 2000 (Art. 1 § 78 Z 7 BGBl. I Nr. 121/2000)                                                                 |
| Anordnung über die Verbindlicherklärung der allgemeinen Bedingungen der Energieversorgungsunternehmen | |
| Fundstelle:                                                                                           | DRAnz. Nr. 39/1942 |
| Datum der Verordnung:                                                                                 | 27. Januar 1942 |
| Inkrafttreten am:                                                                                     | |
| Außerkrafttretensdatum:                                                                               | 9. August 2000 (Art. 1 § 78 Z 8 BGBl. I Nr. 121/2000)                                                                 |